# Carlos Cabezas
Carlos Eduardo Cabezas Jurado (Málaga, 14 de Novembro de 1980) é um basquetebolista profissional espanhol que atualmente defende o Guaros de Lara. O atleta possui 1,87m de altura e pesa 93kg, atuando como armador. Em 2006 participou da seleção espanhola campeã do mundo de maneira invicta  no Japão com médias de 1,4 pontos, 0,4 assistências e 0,6 rebotes por jogo.